# Mięsień policzkowy
Mięsień policzkowy (łac. musculus buccinator) – w anatomii człowieka jeden z mięśni wyrazowych, należący do grupy mięśni otoczenia szpary ust. Służy do wydmuchiwania powietrza z przedsionka jamy ustnej, przyciska policzki do zębów, ale chroni błonę śluzową przed przygryzieniem, a także poszerza szparę ust. Nazywany jest też mięśniem trębaczy.
Mięsień policzkowy leży w ścianie policzka, między szczęką a żuchwą. Przyczepia się na wyrostku zębodołowym szczęki, od pierwszego lub drugiego trzonowca do tyłu, do guza szczęki, następnie biegnie wzdłuż szwu skrzydłowo-żuchwowego, przechodzi na zewnętrzną powierzchnię żuchwy, na podstawę wyrostka zębodołowego, wzdłuż którego powraca do wysokości pierwszego lub drugiego trzonowca. Kończy się w błonie śluzowej warg i kącika ust. Linia przyczepu tego mięśnia ma kształt podkowy.
Mięsień policzkowy jest unerwiony przez gałęzie policzkowe ze splotu przyuszniczego nerwu twarzowego.
Na wysokości drugiego górnego trzonowca mięsień ten jest przebity przez przewód przyuszniczy.